# Obština Ruse
Obština Ruse (bulharsky Община Русе) je bulharská jednotka územní samosprávy v Rusenské oblasti. Leží ve středním Bulharsku v Dolnodunajské nížině, podél Dunaje u hranic s Rumunskem. Sídlem obštiny je město Ruse, kromě něj zahrnuje obština 1 město a 12 vesnic. Žije zde necelých 160 tisíc obyvatel.

## Sídla
Všechna sídla v obštině jsou samosprávná.
| - Basarbovo - Băzăn - Červena Voda - Dolno Ablanovo - Chotanca | - Jastrebovo - Marten - Nikolovo - Novo Selo - Prosena | - Ruse (sídlo správy) - Sandrovo - Semerdžievo - Tetovo |

## Sousední obštiny
| Růžice kompasu |              | Slivo Pole |        | Růžice kompasu |
| Růžice kompasu |              | Sever      | Kubrat | Růžice kompasu |
| Růžice kompasu | Obština Ruse |            | Kubrat | Růžice kompasu |
| Růžice kompasu | Jih          |            | Kubrat | Růžice kompasu |
| Růžice kompasu | Ivanovo      |            | Vetovo | Růžice kompasu |

## Obyvatelstvo
K 15. září 2024 v obštině žilo 159 956 obyvatel a bylo zde trvale hlášeno 173 988 obyvatel. Podle sčítání 7. září 2021 bylo národnostní složení následující:
- Bulhaři: 119 529 (89.8 %)
- Turci: 10 220 (7.7 %)
- Romové: 1 804 (1.4 %)
- ostatní[p 3]: 1 479 (1.1 %)

V období 2011 až 2021 v obštině ubylo 15 127 obyvatel.